# Munnopsis typica
Munnopsis typica is een pissebed uit de familie Munnopsidae. De wetenschappelijke naam van de soort is voor het eerst geldig gepubliceerd in 1861 door M. Sars.